# Tymianki-Wachnie
Tymianki-Wachnie – dawna wieś, leżąca na zachód od Ciechanowca.
W I Rzeczypospolitej Tymianki należały do ziemi nurskiej.
W roku 1827 we wsi było 6 domów i 34 mieszkańców. Pod koniec wieku XIX miejscowość drobnoszlachecka w powiecie ostrowskim, gmina Kamieńczyk Wielki, parafia Nur.
Skorowidz miejscowości, sporządzony według wyników urzędowego spisu ludności w 1921, wymieniał miejscowość jako niezamieszkaną i niezabudowaną, zaliczaną do gminy Boguty w powiecie ostrowskim województwa białostockiego. Skorowidz miejscowości Rzeczypospolitej Polskiej pod red. Tadeusza Bystrzyckiego podawał te same dane co do przynależności administracyjnej miejscowości, określając ją przy tym jako wieś i wskazując ponadto, że należała ona do parafii rzymskokatolickiej Boguty-Pianki.